# Isabella di Pembroke
Isabella di Pembroke (Pembroke, 9 ottobre 1200 – Hertfordshire, 17 gennaio 1240) figlia di Guglielmo il Maresciallo sposò in seconde nozze Riccardo di Cornovaglia fratello di re Enrico III d'Inghilterra.

## Biografia
Isabella di Pembroke nacque nell'omonimo castello gallese nell'autunno del 1200, le fu dato il nome della madre Isabella di Clare, mentre suo padre era il potente Guglielmo il Maresciallo. Sia lei che le sue sorelle contrassero matrimoni con i rampolli delle migliori famiglie del paese e forse fu proprio Isabella a contrarre il migliore visto che si sposò con Riccardo di Cornovaglia.
Quando Isabella compì diciassette anni venne fatta maritare a Gilberto di Clare, V conte di Gloucester e IV conte di Hertford di vent'anni maggiore di lei. Il matrimonio, almeno secondo il successivo comportamento di Isabella dovette risultare buono nonostante la differenza d'età, i due insieme ebbero sei figli:
- Agnes de Clare (1218 circa)
- Amice de Clare (1220 - 1287)
- Riccardo de Clare, VI conte di Gloucester (4 agosto 1222 - 14 luglio 1262)
- Isabella de Clare (2 novembre 1226 - ?), sposò Robert Bruce, V Signore di Annandale, fu la nonna di Roberto I di Scozia
- Guglielmo de Clare (1228 - 1258)
- Gilberto de Clare (1229 - ?) divenne un uomo di chiesa.

Suo marito morì il 25 ottobre 1230 durante una spedizione in Bretagna ed il suo corpo venne tumulato a Tewksbury.
Isabella era stata sposata per tredici anni ed ora, a trenta, si ritrovò vedova con sei figli, tuttavia era una donna ricca, si era dimostrata prolifica, buona moglie e madre, motivo per cui non le mancarono le proposte e quando si fece avanti Riccardo di Cornovaglia di nove anni più giovane di lei, suo fratello Walter Marshal, V conte di Pembroke accettò per lei, nonostante fossero passati solo cinque mesi dalla morte del primo marito.
Il matrimonio venne celebrato, con dispetto del re Enrico III d'Inghilterra che aveva sperato in un'unione più vantaggiosa per il fratello, il 30 marzo 1231 a Fawley. Isabella e Riccardo, che aveva fama di donnaiolo ed ebbe numerose amanti durante il suo matrimonio, ebbero insieme quattro figli, tre dei quali morirono in tenerissima età.
- Giovanni di Cornovaglia (31 gennaio 1232 - 22 settembre 1233)
- Isabella di Cornovaglia (9 settembre 1233 - 10 ottobre 1234)
- Enrico di Alemagna (2 novembre 1235 - 13 marzo 1271), morì assassinato da un suo cugino
- Nicola di Cornovaglia (nato e morto il 17 gennaio 1240).

Quest'ultima nascita costò la vita a Isabella che morì lo stesso giorno del figlio. La sua richiesta fu di essere sepolta a Tewksbury accanto al primo marito, Riccardo di Cornovaglia invece la fece tumulare nell'abbazia di Beaulieu nell'Hampshire insieme al figlio e solo il suo cuore venne portato a Tewksbury.
Sul fronte famigliare il sopravvissuto Riccardo di Cornovaglia non fu molto fortunato, dopo qualche anno si risposò ed ebbe tre figli, in tutto divenne padre di sette figli, ma solo due gli sopravvissero.